# منسر، کامبریا
منسر (به انگلیسی: Mansergh) یک روستا و محله مدنی در بریتانیا است که در South Lakeland واقع شده‌است. منسر ۱۲۴ نفر جمعیت دارد.